# Ring Up the Curtain
Ring Up the Curtain è un cortometraggio muto del 1919 diretto da Alfred J. Goulding. Il film, di genere comico, fu interpretato da Harold Lloyd, Snub Pollard, Bebe Daniels. È conosciuto anche col titolo Back-Stage!.

## Trama
Quando un gruppo di attori viaggianti sta per arrivare al teatro dell'opera dove essi hanno il loro prossimo ingaggio, il manager del teatro è in un processo per aver sfogato le sue frustrazioni sui tecnici teatrali. Harold, uno dei macchinisti, prende simpatia per una delle ballerine, e la aiuta volentieri col suo bagaglio, fino a che capisce che uno dei suoi articoli usati sul set è un serpente vivo, che causa agitazione quando è lasciato libero. Poi, quando lo show inizia, Harold finisce col causarne la sospensione.